# Helianthemum pergamaceum
Helianthemum pergamaceum är en solvändeväxtart. Helianthemum pergamaceum ingår i släktet solvändor, och familjen solvändeväxter.

## Underarter
Arten delas in i följande underarter:
- H. p. claryi
- H. p. camillei
- H. p. pergamaceum
- H. p. obtusatum
- H. p. virescens